# Redpoint Ventures
Redpoint Ventures es una firma de capital de riesgo estadounidense centrada en inversiones a compañías emergentes y en etapas tempranas de crecimiento.

## Historia
La Firma fue fundada en 1999 con sede en Menlo Park, California, cuenta con oficinas en San Francisco, Los Ángeles, Pekín y Shanghái. La firma tiene un capital de $3.8 mil millones de dólares
Los socios de la empresa incluyen a: Allen Beasley, Jeff Brody, Jamie Davidson, Satish Dharmaraj, Tom Dyal, Tim Haley, Brad Jones, Chris Moore, Lars Pedersen, Scott Raney, Ryan Sarver, Tomasz Tunguz, John Walecka, Geoff Yang y David Yuan. Los fundadores de Redpoint han realizado inversiones exitosas como la de Foundry, Juniper Networks, Netflix y Right Media. Sus socios han sido implicados en adquisiciones en 136 IPOs. IPOs incluye las compañías Acompli, Caspida, Frontera Eficaz, Heroku, RelateIQ, BlueKai, Posterous, Trip.com, LifeSize, Refresh, Right Media, y Zimbra.
En 1999, Redpoint levantó 600 millones de dólares en un fondo de riego, en su tiempo fue la mayor cantidad de fondos recibida por una nueva firma.[2]En el año 2000 y 2006, Redpoint recaudo 2 fondos adicionales, Redpoint II y Redpoint III con un valor total de $1.15 mil millones de dólares
En 2007, Redpoint levantó un $250 millones para centrar sus inversiones en compañías de tecnología de crecimiento tempranas como Answers.com, Internet Brands, NextG Redes, y Tantalus. En febrero de 2010, Redpoint levantó $400 millones para su cuarto fondo Redpoint IV, centrándose en compañías emergentes de internet, redes sociales, computación móvil, Computación de nube y tecnología limpia.
Redpoint Recaudo $400 millones de dólares en su quinto fondo, Redpoint V, centrándose en inversiones de etapa temprana en nuevas plataformas, medios de próxima generación, infraestructura de datos, aplicaciones, empresa, nube, y móvil.
En abril de 2015, Redpoint obtuvo $400 millones de dólares en un sexto fondo centrado en inversiones de etapa temprana en consumidores y empresas.
En enero del año 2019, Redpoint China Ventures levantaron dos nuevos fondos para hacer un total de $400 Millones de dólares centrados en el consumidor, empresas y startups de Alta Tecnología.

## Inversiones
El portafolio actual de Redpoint incluye: Snowflake, 9flats, AppZen, APUS, Beepi, BitGo, Botón, CollectiveHealth, DraftKings, Dúo, Flexe, Gogobot, Guild Education, Infer, Jaunt, Justworks, Kabam, Looker, Luxe, Moogsoft, NorthOne, Nextdoor, Stripe, Tenor, HomeAway, PureStorage, Quantifind, Sonos, Thredup, Twilio, Vurb y Zuora.